# 대한민국 민법 제242조
대한민국 민법 제242조는 경계선부근의 건축에 대한 �민법 물권법 조문이다.

## 조문
제242조(경계선부근의 건축) ①건물을 축조함에는 특별한 관습이 없으면 경계로부터 반미터 이상의 거리를 두어야 한다.
②인접지소유자는 전항의 규정에 위반한 자에 대하여 건물의 변경이나 철거를 청구할 수 있다. 그러나 건축에 착수한 후 1년을 경과하거나 건물이 완성된 후에는 손해배상만을 청구할 수 있다.

第242條(境界線附近의 建築) ① 建物을 築造함에는 特別한 慣習이 없으면 境界로부터 半meter 以上의 距離를 두어야 한다.
② 隣接地所有者는 前項의 規定에 違反한 者에 對하여 建物의 變更이나 撤去를 請求할 수 있다. 그러나 建築에 着手한 後 1年을 經過하거나 建物이 完成된 後에는 損害賠償만을 請求할 수 있다.

[전문개정 2011. 3. 7.]